# Agathistoma viridulum
Agathistoma viridulum (até o ano de 2021, com o artigo "Phylogeography of Agathistoma (Turbinidae, Tegulinae) snails in tropical and southwestern Atlantic", sendo cientificamente denominada Tegula viridula) é uma espécie de molusco gastrópode marinho litorâneo pertencente à família Tegulidae (antes entre os Trochidae). Foi classificada por Johann Friedrich Gmelin, com o nome Trochus viridulus, em 1791, na obra Systema Naturae, de Lineu. É nativa da costa oeste do oceano Atlântico. Seu gênero, Agathistoma, fora inicialmente classificado como subgênero, sendo esta a sua espécie-tipo. O seu descritor específico, viridulum, em latim, significa esverdeado.

## Descrição da concha e hábitos
Concha globosa de até pouco mais de 2 centímetros, com forma de turbante e com umbílico profundo; com até 5 voltas completas, esculpidas com cordas espirais nodulosas, 7 em sua última volta e 6 em sua base, tornando sua superfície fortemente estriada. Coloração em creme ou verde pálidos, raramente amarela, coberta por estrias ou manchas escuras de coloração marrom avermelhada. Columela arqueada e com 3 a 4 pequenos calos. Lábio externo circular, oblíquo. Interior fortemente nacarado. Opérculo córneo, marrom, dotado de círculos concêntricos como relevo.
É encontrada em águas rasas, com abundância em alguns locais; na zona entremarés e sobre rochas de costões e arrecifes, principalmente em áreas com algas, pois é espécie algívora.

## Distribuição geográfica
Agathistoma viridulum ocorre do leste da Costa Rica e do Panamá ao nordeste da Colômbia, no mar do Caribe; Venezuela e Suriname ao Brasil (do Ceará até Santa Catarina). No Brasil é espécie comestível e recebe o nome de "rosquinha"; também sendo denominada pela palavra de calão "cu-de-galinha". Suas conchas podem ser encontradas nos sambaquis, em sua região de ocorrência.